# Ero un autarchico
Ero un autarchico  è il terzo album in studio del rapper italiano Frankie hi-nrg mc, pubblicato nel 2003 dalla Materie Prime Circolari SAS.

## Descrizione
Composto da 17 tracce più una traccia fantasma, tra i brani meritevoli di essere segnalati, si ricordano:
- Rap lamento (anagramma di «Parlamento»), brano costruito sul campionamento della sigla della trasmissione televisiva 90º minuto e caratterizzato da una satira a sfondo calcistico sul Parlamento: nel brano il rapper effettua diversi paragoni tra la politica e il calcio[1].
- I trafficati, ritratto dell'italiano medio in preda allo stress delle code autostradali, dal punto di vista dell'uomo stesso come veicolo;
- L'inutile, divertente pezzo con la partecipazione dell'attrice e comica romana Paola Cortellesi, nel quale il rapper esprime una forte critica nei confronti dei cantanti che producono un album ogni anno, un "The best in piena regola" ogni dieci anni e che scrivono canzoni che parlano sempre dei soliti "sentimenti buoni" come l'amore[1];
- Chiedi chiedi, singolo scelto per il lancio del disco, il cui videoclip ricalca quello di Dedicato a te (Le Vibrazioni) e quello di  Shpalman® (Elio e le Storie Tese)[1].
- Generazione di mostri, brano presente, in una differente versione, nella colonna sonora del film Zora la vampira
- Sana e robusta, splendido elogio ai principi della Costituzione della Repubblica Italiana. Narra di un uomo che profeticamente porterà alla riscoperta, in questo mondo che in fretta li ha dimenticati, i valori fondanti della nostra Costituzione. Per tutta la traccia la Costituzione è chiamata «libro magico» e solo nel finale, quando l'Uomo recita «La prima formula magica» (e recita l'inizio del primo articolo, «L'Italia è una Repubblica fondata sul lavoro e la sovranità è del popolo»), si svela che quel libro è proprio la Costituzione. Sarcasticamente la canzone si conclude con le parole «Fu solo allora che tutti si resero conti di essere protagonisti di una favola».
- Voci di piazza, il cui testo inizia con le parole del discorso pronunciato dal sindacalista CISL Franco Castrezzati in Piazza della Loggia a Brescia il 28 maggio 1974 durante la manifestazione antifascista organizzata contro il terrorismo nero. Il discorso venne interrotto dallo scoppio di una bomba in un cestino dei rifiuti che provocò la morte di otto persone e decine di feriti.

Per questo lavoro, oltre alla Cortellesi, Frankie hi-nrg mc ha ottenuto collaborazioni con altri esponenti del teatro italiano, ovvero Arnoldo Foà, Franca Valeri e Antonio Rezza, oltre a quella del cantante Pacifico nella traccia Anima Nera.
Da non dimenticare la presenza di molti pezzi "parlati", nei quali a parlare sono i collaboratori citati in precedenza.

## Tracce
1. Prima (feat. Franca Valeri) – 0:42
2. Rap lamento – 3:41
3. Morsi e rimorsi (feat. Arnoldo Foà) – 1:03
4. Gli accontentabili – 3:48
5. Cane inane – 1:45
6. Voci di piazza – 1:34
7. Generazione di mostri – 2:58
8. Virus (feat. Antonio Rezza) – 1:41
9. Chiedi chiedi – 3:48
10. I trafficati – 3:28
11. O tempora o mores – 1:49
12. AnimaNera (feat. Pacifico) – 4:40
13. Le perdute ali dell'Olecrano – 2:40
14. L'inutile (feat. Paola Cortellesi) – 4:55
15. Zero a zero (feat. Antonio Rezza) – 2:16
16. Sana e robusta – 4:39
17. Dopo (feat. Franca Valeri) – 12:21 – dopo oltre dieci minuti di silenzio (0:30–10:36) inizia la traccia fantasma Macumbatron

## Citazioni e omaggi
- La copertina dell'album è una chiara citazione della catalogazione dei reperti criminali operata da Cesare Lombroso, ai suoi tempi uno degli italiani più famosi nel mondo, medico, antropologo e criminologo veneto che ha svolto la sua attività a Torino, città natale del musicista.
- Alla fine del video del brano M3 del rapper Noyz Narcos, quest'ultimo insulta la musica di Frankie hi-nrg mc e distrugge con le sue mani il disco Ero un autarchico per via di accuse del rapper torinese nei confronti del TruceKlan in seguito all'arresto di alcuni membri del collettivo dopo un concerto.

## Formazione
Musicisti
- Frankie hi-nrg mc – rapping, programmazione
- Alberto Brizzi – arrangiamento
- Franca Valeri – voce (tracce 1 e 17)
- Ciccio Bruni – chitarra (tracce 2, 3 e 12)
- Lino De Rosa – basso (tracce 2, 10 e 12)
- Arnoldo Foà – voce (traccia 3)
- Antonio Rezza – voce (tracce 8 e 15)
- Pacifico – voce (traccia 12)
- Quartetto Mosaico – strumenti ad arco (tracce 12)
- Paola Cortellesi – voce (traccia 14)
- Giovanni Pannacci – voce narrante (traccia 16)

Produzione
- Marco Capaccioni, Leonardo "Fresco" Beccafichi – missaggio

## Classifiche
| Classifica (2003) | Posizione massima |
| ----------------- | ----------------- |
| Italia            | 18                |